# ディミタル・ズラタノフ
ディミタル・ズラタノフ（ブルガリア語: Димитър Златанов、1948年11月9日 - ）は、ブルガリアの男子バレーボール選手、指導者。元ブルガリア代表。

## 来歴
ブルガリア代表として3度のオリンピック（1972、1976、1980）に出場、1980年モスクワオリンピックでは銀メダルを獲得した。1972年ミュンヘンオリンピックでは、開会式においてブルガリア選手団の旗手を務めた。また母国で行われた1970年世界選手権で銀メダルを獲得した。
国内の大会ではCSKAソフィアのメンバーとして8度の優勝に貢献。イタリア・セリエAでもプレー経験があり、トリノ在籍時の1981年にリーグ優勝を経験した。翌1982年には日本リーグのサントリーサンバーズでプレーした。
現役引退後に指導者となり、1983年、CSKAソフィアの監督に就任。4度のリーグ優勝へと導く。1988年からはセリエAのクラブで指揮を執り、ローマでは当時在籍していた息子のフリスト・ズラタノフと、監督・所属選手として共にクラブを過ごした。
2007年、バレーボール殿堂入りを果たした。

## 指導歴
- CSKAソフィア （1983-1988年）
- インドミタ・サレルノ （1988-1989年）
- バレー・ゴンザーガ・ミラノ （1989-1990年）
- ピエモンテ・バレー （1990-1991年）
- バレー・ゴンザーガ・ミラノ （1994-1995年）
- ローマ・バレー （1997-1998年）